# Leifs sång
Leifs sång är en EP från 1987 av Galenskaparna och After Shave. Låtarna på dem finns även på albumet Leif och är musik från filmen Leif.

## Produktion
- Text och musik: Claes Eriksson
- Sång: Knut Agnred, Per Fritzell, Peter Rangmar, Jan Rippe, Kerstin Granlund, Anders Eriksson, Claes Eriksson

## Låtförteckning
1. "Leifs sång" – After shave, Galenskaparna
2. "Rotums paradmarsch" – After Shave, Kerstin, Anders